# Dcheira El Jihadia
Dcheira El Jihadia est une ville du centre du Maroc dans la région Souss-Massa. La ville est située à 10 km au sud du centre ville d'Agadir. Commune urbaine de la Préfecture d'Inezgane-Aït Melloul, mitoyenne de la ville d'Inezgane, Dcheira El Jihadia comptait 100,336 habitants lors du recensement de 2014.

## Personnalités
- Walid Azaro, footballeur international marocain, y est né.
- Imazzalen, groupe musical amazigh, est fondé à Dcheira et ses membres y sont nés.
- Yuba, musicien, y est né.
- Asslal, acteur, y est né.